# Michał Andrzej Zawadzki
Michał Andrzej Zawadzki herbu Junosza (zm. w 1750 roku) – regent ziemski chełmski w latach 1740-1744, wojski krasnostawski w 1738 roku, podczaszy czernihowski w 1733 roku, regent grodzki buski w latach 1732-1744.